# Miąskowo (Środa Wielkopolska)
Pour les articles homonymes, voir Miąskowo.
Miąskowo (prononciation : [mjɔ̃sˈkɔvɔ]) est un village polonais de la gmina de Krzykosy dans le powiat de Środa Wielkopolska de la voïvodie de Grande-Pologne dans le centre-ouest de la Pologne.
Il se situe à environ 7 kilomètres au nord de Krzykosy (siège de la gmina), à 11 kilomètres au sud-est de Środa Wielkopolska (siège du powiat) et à 41 kilomètres au sud-est de Poznań (capitale régionale).

## Histoire
De 1975 à 1998, le village faisait partie du territoire de la voïvodie de Poznań.

Depuis 1999, Miąskowo est situé dans la voïvodie de Grande-Pologne.